# Władcy Madagaskaru
Królowie Madagaskaru
- 1783–1809: Andrianampoinimerina
- 1809–1828: Radama I
- 1828–1861: Ranavalona I Okrutna
- 1861–1863: Radama II
- 1863–1868: Rasoherina
- 1868–1883: Ranavalona II
- 1883–1896: Ranavalona III (usunięta, zm. 1917)
  - 1895–1896: protektorat francuski

Od 1896 Madagaskar był kolonią francuską.